# Pentastiridius leporinus
Pentastiridius leporinus är en insektsart som först beskrevs av Carl von Linné 1761.  Pentastiridius leporinus ingår i släktet Pentastiridius, och familjen kilstritar. Arten är reproducerande i Sverige.